# 索科利夫卡 (別列茲涅古瓦捷區)
47°19′57″N 32°55′42″E / 47.33250°N 32.92833°E
索科利夫卡（烏克蘭語：Соколівка），是烏克蘭南部的村莊，隸屬尼古拉耶夫州的巴什坦卡區。該村始建於1903年，面積0.14平方公里，海拔高度29米，2001年人口27，人口密度每平方公里195.7人。